# Экология Иркутска
Экологическая ситуация в Иркутске — состояние окружающей среды города Иркутска.

## Уровень загрязненности атмосферного воздуха
Основными загрязнителями атмосферного воздуха города являются выхлопные газы автомобилей (52 % выбросов) и источники теплоэнергетики, не оснащённые фильтрами (46 % выбросов); на производственные предприятия приходится около 2 % всех выбросов. Среднегодовые концентрации бензпирена в 2010 году превышали допустимую норму в 10 раз, оксида азота в 1,1 раза, взвешенных веществ — в 2 раза, формальдегида — в 6 раз. За период 2005—2009 годы наблюдался рост среднегодовых концентраций взвешенных веществ, бензпирена, формальдегида, меди, диоксида и оксида азота. К самым загрязнённым территориям относятся часть центра и микрорайонов Ново-Ленино и Иркутск-II; к наименее загрязнённым и тихим — микрорайоны Ершовский, Юбилейный, Солнечный и Радужный, а также берега Ангары от острова Юность до плотины ГЭС и участок у Академгородка.
По выбросам в атмосферу загрязняющих веществ от стационарных источников в 2010 году Иркутск занял 15-е место в России (65 тысяч тонн выбросов в год). В 2010 году насчитывалось 196 предприятий, выбрасывающих в атмосферу 69 загрязняющих веществ. 94 % всех выбросов стационарных источников приходится составляют продукты горения (угольная и мазутная смолы, бензпирен, окись углерода, двуокись азота, сернистый ангидрид). Наибольший вклад в загрязнение атмосферы от стационарных источников вносят предприятия теплоэнергетики — 69 %. К основным стационарным источникам загрязнения атмосферы относятся: Ново-Иркутская ТЭЦ (40 тыс. тонн выбросов в год), «Байкалэнерго» (6 тыс. тонн) и Иркутский авиационный завод (5 тыс. тонн). По объёму выбросов в атмосферу от стационарных источников на Иркутск приходится 10 % всех выбросов области (для сравнения, на Ангарск — 33 %, Братск — 21 %). Основные сбросы сточных вод в Ангару производит Иркутский авиационный завод, «Байкалэнерго» и водоканал города; в реку Иркут — мебельная фабрика. 
С 1 сентября 2023 года город Иркутск вошел в расширенный перечень городов-участников федерального проекта «Чистый воздух», входящего в состав национального проекта «Экология». Главной целью проекта является снижение выбросов опасных загрязняющих веществ в городах-участниках в два раза к 2030 году. Достичь таких результатов планируется за счет модернизации промышленных предприятий и действующих котельных, развитию и расширению городской сети централизованного теплоснабжения, запуска общественного транспорта на электричестве и газомоторном топливе.

## Уровень загрязнённости почв и снежного покрова
Основным источником негативного воздействия на почвенный покров и растения является повышенный уровень загрязнения атмосферы, особенно аэрозолями тяжёлых металлов и диоксидом серы. Отмечается высокое содержание в почвах фтора, распространяемого алюминиевым заводом в Шелехове При обследованиях почв города и его окрестностей 1997 года почвы территории были отнесены к допустимой категории загрязнения. Наибольшие средние содержания в почвах свинца, цинка, ртути, меди обнаружены в Октябрьском округе, здесь же установлены и максимальные содержания молибдена — 8 Ф, цинка — 5 ОДК, меди — 2 ОДК, ванадия — 2 ПДК, ртути — 0,9 ПДК. В Ленинском округе максимальное значение массовой доли олова — 10 К, марганца — на уровне 2 ПДК. В Кировском районе среднее содержание водорастворимого фтора на уровне ПДК, максимальное — 3 ПДК. Средняя плотность потока ртути в атмосферных осадках в городе сравнительно невысока. При исследовании почв сельскохозяйственных земель Иркутского муниципального района, проведенных в 1998 году, содержание ванадия в 56 % случаев оказалось превышающим ПДК, сумма марганца и ванадия в 20 % произведённых проб превышала ОДК. Массовые доли никеля, молибдена, цинка оказались выше нормы. 
На территории Иркутска фторидами в значительной степени загрязнён Ленинский округ (средняя концентрация токсиканта — 5 Ф, максимальная — 9,2 Ф, что соответствует 1,1 ПДК). Среднее содержание водорастворимого фтора в городских составило 2,1 Ф, максимальное — 2,38 Ф. Среднее содержание фтора в снежном покрове - 4,1 Ф, на расстоянии до 5 км от городской границы — 4,9 Ф, максимальное — 14,7 Ф. Наибольшее загрязнение снежного покрова фторидами отмечено в Правобережном округе. В наибольшей степени загрязнённым сульфатами оказался Октябрьский округ, в котором средняя концентрация хоть и не превысила ПДК, но достигла 8 Ф, и максимальная составила 1,5 ПДК. Наибольшая интенсивность выпадения токсиканта зарегистрирована на территории Куйбышевского района, превысив фоновое значение в 5,2 раза.

## Уровень шумовой загрязненности
Источником шумового загрязнения выступает транспорт: уровень шума в районе аэропорта и авиазавода превышает 80 децибел, на главной улице Ленина он доходит до 90 децибел.

## Уровень потребительских отходов
В 2008 году в городе было выявлено 116 несанкционированных свалок. Отмечается рост городского мусора на 4,6 % ежегодно.

## Электромагнитный фон
Электромагнитный фон городской среды превышает допустимый уровень в 40 % случаев.

## Радиационный фон
На территории Иркутской области находятся несколько предприятий, производящих радионуклидные вещества.
В 2003 году Иркутское межрегиональное территориальное управление по гидрометеорологии и мониторингу окружающей среды начало проводить работы по контролю за состоянием природной среды в районе Ангарского электролизного химического комбината. В результате проведённого обследования было установлено, что радиоактивное загрязнение почвы, растительности и снежного покрова в радиусе 20 км от комбината не превышало критических значений. На 2-м км автодороги на посёлок Большая Елань отмечена наибольшая плотность радиационного загрязнения травяного покрова, которая превысила фоновую в 4,4 раза. Наибольшая плотность загрязнения почвы бета-активными продуктами была зарегистрирована в посёлке Мегет, фоновое значение оказалось превышенным в 4,9 раз.
Датчик на АТС-54/59 города Ангарска ежеминутно измеряет гамма-излучение и сообщает об естественном природном радиационном фоне.